# Prix Albert Einstein
Ne doit pas être confondu avec Prix mondial des sciences Albert-Einstein ou Médaille Albert-Einstein.

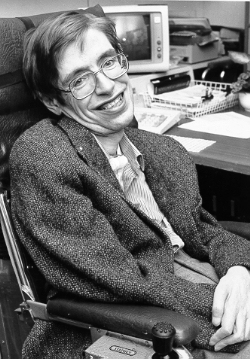
Stephen Hawking, lauréat en 1978.

Le prix Albert Einstein (Albert Einstein Award) est une récompense qui était attribuée dans le domaine de la physique théorique.

## Lauréats
| Année | Lauréat                        | Référence |
| ----- | ------------------------------ | --------- |
| 1951  | Kurt Gödel et Julian Schwinger | ,         |
| 1954  | Richard Feynman                | [ 3 ]     |
| 1958  | Edward Teller                  | [ 4 ]     |
| 1959  | Willard Libby                  | [ 5 ]     |
| 1960  | Leó Szilárd                    | [ 6 ]     |
| 1961  | Luis Walter Alvarez            | [ 7 ]     |
| 1965  | John Wheeler                   | [ 8 ]     |
| 1967  | Marshall Rosenbluth            | [ 9 ]     |
| 1970  | Yuval Ne'eman                  | [ 10 ]    |
| 1972  | Eugene Wigner                  | [ 11 ]    |
| 1978  | Stephen Hawking                | [ 12 ]    |
| 1979  | Tullio Regge                   | [ 13 ]    |